# Racing White Daring Molenbeek Bruselas
El Racing White Daring Molenbeek Bruselas, o RWDM Bruselas para abreviar, es un equipo de fútbol de Bélgica de la ciudad de Sint-Jans-Molenbeek, en la región de Bruselas Capital. El club está afiliado a la Real Asociación Belga con el número de matrícula 2 (desde 2025). El club actual tomó forma en 2015 como una iniciativa para revivir el nombre del desaparecido RWDM de Primera División, y jugaba bajo el antiguo número de matrícula del Standaard Wetteren. Actualmente juega en la Segunda División de Bélgica.

## Historia
El Racing White Daring Molenbeek fue fundado en 1973, después de una larga historia de fusiones de varios antiguos clubes de Bruselas. RWDM estaba afiliado a la RABF con el número de matrícula 47. Ese club se convirtió en campeón de Primera División en 1975, jugó fútbol europeo en la década de los 70 y permaneció en la élite durante varios años. Sin embargo, en 2002 ese club quebró y desapareció.
En los años siguientes, varios personas tomaron iniciativas para revivir el nombre de RWDM. Johan Vermeersch , por ejemplo, se hizo cargo del KFC Strombeek, para jugar como FC Bruselas en el Edmond Machtens Stadium de Molenbeek y así llegar a Primera División como sucesor del RWDM. En 2013 ese club incluso pasó a llamarse RWDM Brussels FC, pero debido a problemas financieros el club desapareció en 2014. Además, en 2003 también hubo un nuevo club Racing Whitestar Daring Molenbeek, un club que quería mantener vivas las letras "RWDM". El nombre era una ligera variación del antiguo nombre del club que había desaparecido. Ese club completamente nuevo se incorporó a la RABF con el número de matrícula 9449 y empezó en los últimos puestos de la clasificación de la liga, en la Cuarta Provincial. Unos años más tarde, tras una fusión, pudieron competir en Primera Provincial, pero en los años siguientes volvieron a bajar a la división más baja. En 2010 ese club cambió su nombre a Racing White Daring Molenbeek 2003, pero ese club también desapareció unos años después. Tras la desaparición del RWDM Brussels FC, otro club de Bruselas, el R. White Star Bruxelles, fue a jugar al Edmond Machtens Stadium.
Mientras tanto, un grupo de inversores y simpatizantes inició un nuevo proyecto para revivir el "RWDM", el proyecto RWDM 47, con Thierry Dailly, Bruno Vandenwijngaert y Philippe Housiaux como inspiradores. Este proyecto también encontró un número de matrícula existente en 2015: fue posible hacerse cargo del número matrícula 5479 del Standaard Wetteren, que se fusionó con el club RFC Wetteren. El nuevo RWDM podría comenzar en el lugar del Wetteren en Cuarta División. En la primavera de 2015 se llegó a un acuerdo con el municipio de Sint-Jans-Molenbeek para poder jugar en el estadio Edmond Machtens, que compartirían con el White Star Bruxelles. Durante las siguientes semanas y meses, continuaron los desacuerdos entre RWDM, White Star y el ayuntamiento. Al final, el tribunal decidió a principios de agosto de 2015 que RWDM podía jugar en el estadio Edmond Machtens. El primer entrenador fue Dany Ost, quien fue reemplazado por Christian Rits durante la temporada 2015-2016. 
RWDM terminó la temporada 2015-2016 en Cuarta División B en noveno lugar con 39 puntos en 28 partidos jugados. En la temporada 2016-2017, el RWDM jugó en Tercera División Aficionada ACFF A (nacional), tras la reforma del fútbol profesional y el fútbol amateur en Bélgica.
En la temporada 2016-17 consiguió el ascenso a la Segunda División Aficionada al convertirse en campeón de la ACFF Aficionada de Tercera División. Terminó con 61 puntos en 26 partidos en un empate por el 1º puesto con la RUS Rebecquoise. RWDM tuvo un golaverage de +41 y RUS Rebecquoise de +34. Como resultado, RWDM ganó el campeonato.
En la temporada siguiente, RWDM celebró su segundo título consecutivo y ascendió así a la Primera División Aficionada. RWDM cerró la temporada 2019-20 con el sexto lugar (que terminó prematuramente debido a la crisis del Coronavirus) pero fue ascendido a la Segunda División  en la 2020-21 debido a problemas de licencia profesional de algunos clubes de Segunda. Al año siguiente quedó subcampeón en Segunda y jugó contra el RFC Seraing por un puesto en Primera, perdiendo 0-1 en casa y empatando 0-0 a domicilio, no consiguiendo el ascenso.
En la temporada 2022/23 quedó campeón en el play-off de ascenso y asciende a la Jupiler League.
Solo estuvo un año en la élite y desciende al término de la campaña 2023/24.
El 5 de junio de 2025, el club decidió cambiar de nombre, idea de su propietario estadounidense, John Textor. Pasaría a llamarse Daring Brussels a partir del 1 de julio de 2025, un guiño al pasado del antiguo club Daring Club de Bruxelles, fundado en 1895. El logotipo cambiaría y adoptarían el número de matrícula 2. Los colores del club serían rojo, blanco, negro y dorado. El cambio de nombre generó indignación entre los aficionados del club, debido a su gran apego a las cuatro letras RWDM y los tres colores. También hubo un gran descontento en el municipio de Molenbeek, que les cedió el estadio Edmond Machtens de forma gratuita, con la única condición de que promocionaran Molenbeek.
Finalmente, tras la manifestación de desagrado de alrededor de 1000 seguidores del club, el 7 de julio de 2025 se decidió que el cambio de nombre no se llevaría a cabo y que se conservarían el nombre RWDM, el antiguo logotipo y los colores, añadiendo la palabra «Bruselas» para apoyar los intereses internacionales del club. El club también continuará con el número de matrícula 2.

## Resultados
| Temporada | Nivel | Nivel | Nivel | Nivel | Nivel | Nivel | División                                              | Puntos                                                | Observaciones |
|           | I     | I     | II    | III   | IV    | P.I   |                                                       |                                                       | |
| --------- | ----- | ----- | ----- | ----- | ----- | ----- | ----------------------------------------------------- | ----------------------------------------------------- | --- |
| 2015/16   |       |       |       |       | 9     |       | Cuarta Div. B                                         | 39                                                    | |
|           | 1A    | 1B    | 1Am   | 2Am   | 3Am   | P.I   | Desde 2016-17 hay 3 niveles nacionales y 2 regionales | Desde 2016-17 hay 3 niveles nacionales y 2 regionales | Desde 2016-17 hay 3 niveles nacionales y 2 regionales                                                                 |
| 2016/17   |       |       |       |       | 1     |       | Tercera Div. Aficionada                               | 61                                                    | Igualado a puntos con RUS Rebecquoise, campeón por goal-average                                                       |
| 2017/18   |       |       |       | 1     |       |       | Segunda Div. Aficionada                               | 76                                                    | |
| 2018/19   |       |       | 8     |       |       |       | Primera Div. Aficionada                               | 40                                                    | |
| 2019/20   |       |       | 6     |       |       |       | Primera Div. Aficionada                               | 34                                                    | Ascendido debido a que KSV Roeselare, Virton, Thes Sport, Patro Eisden y KSK Heist no recibieron licencia profesional |
| 2020/21   |       | 6     |       |       |       |       | Segunda División                                      | 35                                                    | |
| 2021/22   |       | 2     |       |       |       |       | Segunda División                                      | 49                                                    | Perdió en el play-off de ascenso contra RFC Seraing                                                                   |
| 2022/23   |       | 1     |       |       |       |       | Segunda División                                      | 46                                                    | ascenso |
| 2023/24   | 15    |       |       |       |       |       | Primera División                                      | 30                                                    | descenso |
| 2024/25   |       | 3     |       |       |       |       | Segunda División                                      | 57                                                    | Perdió en el play-off de ascenso contra Lokeren                                                                       |